# La bambina che salvava i libri
La bambina che salvava i libri (The Book Thief), titolo ritradotto in seguito con Storia di una ladra di libri, è un libro di Markus Zusak pubblicato nel 2005 è uscito in edizione italiana nel 2009 dalla casa editrice Frassinelli. Dal romanzo nel 2013 è stato tratto il film Storia di una ladra di libri diretto da Brian Percival.

## Trama
La storia ha come protagonista la piccola Liesel Meminger, che nella Germania del 1939, proprio nel giorno del funerale di suo fratello, trova in mezzo alla neve un libro, il manuale del necroforo. Dopo questo avvenimento, inizia a salvare libri dai roghi nazisti e rubarne altri dalla biblioteca del sindaco. Così comincia la sua storia d'amore con i libri e con le parole, che per lei diventano un talismano contro l'orrore che la circonda. Grazie al padre adottivo, Hans Hubermann, impara a leggere e ben presto si fa più esperta. Ma i tempi si fanno più difficili. Quando la famiglia putativa di Liesel nasconde un ebreo in cantina, il mondo della ragazzina all'improvviso diventa più piccolo e, al contempo, più vasto.

## Film
Dal romanzo nel 2013 è stato tratto il film Storia di una ladra di libri (The Book Thief) diretto da Brian Percival, con protagonisti Sophie Nélisse, Geoffrey Rush ed Emily Watson, distribuito nelle sale statunitensi a partire dal 15 novembre 2013, e nelle sale italiane il 27 marzo 2014.

## Edizioni
- Markus Zusak, La bambina che salvava i libri, Frassinelli, 2009,  p. 576, ISBN 978-88-88320-39-7.